# Makarios Tewfik
Makarios Tewfik (ur. 19 maja 1945 w Kotna) – egipski duchowny katolicki Kościoła katolickiego obrządku koptyjskiego. Biskup ismailijski w latach 1994–2019.

## Życiorys
10 września 1972 otrzymał święcenia kapłańskie.

## Episkopat
23 czerwca 1994 został wybrany biskupem Ismailii. Wybór ten został zatwierdzony przez Jana Pawła II. Sakry biskupiej udzielił mu 22 lipca 1994 ówczesny patriarcha aleksandryjski Kościoła koptyjskiego - Stefan II Ghattas.
14 czerwca 2019 przeszedł na emeryturę.